# Koninklijk Vlaams Rechtsgenootschap
Het Vlaams Rechtsgenootschap, afgekort als VRG, is de faculteitskring van de studenten Rechtsgeleerdheid aan de KU Leuven.

## Geschiedenis
Het VRG werd opgericht in 1885, waardoor het meteen de oudste faculteitskring van Leuven is. Het was op dat ogenblik een genootschap dat niet alleen uit studenten bestond, maar waar ook professoren en assistenten aan deelnamen. De oorspronkelijke doelstelling van dit "Vlaamsch Rechtsgenootschap" was nauw verweven met de emancipatorische strijd om het Nederlands een sterkere positie te geven aan de Vlaamse universiteiten, waar het Frans de voertaal was. Het VRG maakte dan ook deel uit van de Vlaamse Taalbeweging, en zette het gebruik van het Nederlands in rechtszaken mee op de politieke agenda.
Eens de vervlaamsing van de universiteit, en de ontdubbeling van de leergangen in Nederlandstalige en Franstalige curricula gerealiseerd was, kwam het accent voor het VRG meer en meer te liggen op activiteiten gericht op studenten. Het VRG werd een faculteitskring in de werkelijke betekenis van het woord. In de jaren 60 werd de vzw Huis der Rechten opgericht, beter bekend als het HdR. Deze ontmoetingsplek voor proffen, studenten en oud-studenten, is nog steeds de fakbar van de rechtenstudenten.

## Activiteiten
- Vertegenwoordiging van de rechtenstudenten in vergaderingen op universitair en facultair vlak;
- Deelname aan alle overkoepelende studentenorganisaties, in het bijzonder op het niveau van de Leuvense Overkoepelende KringOrganisatie;
- Distributie van nota's en cursussen via een cursusdienst;
- Organisatie van culturele, sportieve en ontspanningsactiviteiten;
- Kanaliseren van discussies over maatschappelijke kwesties via inhoudelijke werking.

## Bekende oud-praesidiumleden[1]
- Wim De Vilder
- Jan Delva
- Carl Devlies
- Zuhal Demir
- Mark Eyskens
- Bert Gabriëls
- Bert Kruismans
- Leo Lindemans
- Gwendolyn Rutten
- Bart Somers
- Matthias Storme
- Luc Van den Brande
- Steven Vanackere
- Hugo Vandenberghe
- Jef Vermassen
- Fernand Huts